# Українська автономна православна церква
Украї́нська Автоно́мна Правосла́вна Це́рква  (не плутати з «Українською автокефальною православною церквою») — церковна організація створена 18 серпня 1941 на Обласному Соборі Єпископів у Почаєві під проводом митрополита Алексія Громадського; діяла під час німецької окупації на Волині й Наддніпрянщині.
Українська Автономна Православна Церква визнавала канонічне підпорядкування Московській Патріархії, посилаючись на рішення Священного Собору Православної Російської Церкви 1917—1918 року, які надавали автономію церкві в Україні і були підтверджені у 1922 році Патріархом Тихоном. Охоплювала переважно тих вірних, які орієнтувалися на традиційну Російську Церкву: серед її ієрархів були москвофіли Пантелеймон (Рудик), Антоній (Марценко), Іов (Кресович), Леонтій (Филипович), Дамаскін (Малюта), Димитрій (Маган), Мануїл (Тарнавський), Іоан (Лавриненко) та ін.

## Історія
Через те, що екзарх Московської Патріархії митрополит Миколай (Ярушевич), за тиждень до початку німецько-радянської війни втік до Москви, не давши єпископам жодних розпоряджень, Українська православна церква лишилася без очільника. Зв'язку через лінію фронту з управлінням православної церкви в Москві не було. Через це 18 серпня 1941 року з ініціативи архієпископа Олексія (Громадського) було скликано єпископську нараду у Почаївській лаврі. Спираючись на постанови Всеросійського помісного собору 1917—1918 років про дарування Церкві в Україні автономії, підтверджені 1922 року Патріархом Тихоном, а також на Постанову № 362 про самоврядування церковних єпархій, єпископи прийняли рішення про те, що церква до проведення Всеукраїнського собору (який мав вирішити питання про становище православної церкви в Україні) залишається в канонічній залежності від РПЦ, переходячи до автономного характеру управління. Головою було обрано найстарішого за хіротонією архієпископа Олексія (Громадського).
Щоб зрозуміти, що дії єпископів були не тільки вимушеними але й законними, потрібно розглянути «Постанову Святійшого Патіарха, Священного Синоду і Вищої Церковної Ради Православної Російської Церкви, від 7/20 листопада 1920 № 362». У другому пункті цієї постанови сказано: «У разі, якщо єпархія, внаслідок пересування фронту, зміни державного кордону і т. ін. виявиться поза всяким спілкування з Вищим Церковним Управлінням або саме Вище Церковне Управління на чолі з найсвятішим Патріархом чомусь
припинить свою діяльність, єпархіальний Архієрей негайно входить у контакт з архієреями сусідніх єпархій на предмет організації церковної влади для декількох єпархій, що знаходяться в однакових умовах (у вигляді чи Тимчасового Вищого Церковного Уряду або митрополичого округу або ще інакше).»
Остаточне оформлення Української Автономної Православної Церкви відбулося на чергової єпископському нараді у Почаєві 25 листопада 1941 року, коли архієпископ Олексій (Громадський) був обраний екзархом України і зведений у митрополичий сан. У свою чергу, «автокефалісти» завершили організацію УАПЦ в Пінську 8—10 лютого 1942 р.

### Стосунки з УАПЦ
Мала досить напружені відносини з єпископатом УАПЦ, висвяченим 1942. Показовою у цьому плані була діяльність єпископа Пантелеймона (Рудика) в Києві, на вимогу якого фашисти навіть розпустили Всеукраїнську Православну Церковну Раду.
Ієрархи АПЦ прагнули обмежити свою діяльність виключно релігійною сферою, проте під тиском фашистів змушені були видавати відозви політичного змісту. Відома низка їхніх послань пронацистського характеру.
Як з боку прихильників автономної Церкви, так і з боку «автокефалістів» спостерігалося прагнення поширити свій вплив на всю територію України. Обидві церкви, всупереч своїм ідеологічним розходженням і відмінностей у канонічному устрії, прагнули об'єднати всі існуючі в Україні православні структури і досягти всеукраїнського церковної єдності. Але якщо для Української Автономної Православної Церкви необхідною умовою діяльності завжди залишалася непорушність церковних канонів, то для УАПЦ на першому місці була незалежність від Москви, нехай навіть на шкоду канонічному церковному устрію.
Автономний статус так і не був визнаний Патріаршим Місцеблюстителем митрополитом Сергієм і екзархом України митрополитом Київським Миколаєм (Ярушевичем). При цьому її члени не вважалися розкольниками і не піддавалися канонічним покаранням. З боку Московської Патріархії з приводу утворення Української Автономної Православної Церкви не послідувало ніяких спеціальних заяв. Таке мовчання означало розуміння того, що новий статус Української Церкви і позиція українського єпископату мають вимушений характер. Також, на думку протоієрея Владислава Ципіна, часткове визнання Московською Патріархією Екзарших прав митрополита Алексія побічно виражалося в тому, що митрополит Миколай (Ярушевич) під судовою ухвалою у справі Полікарпа (Сікорського) від 28 березня 1942 р. підписався як «колишній екзарх Патріархії в Західних областях України»
Українська Автономна Православна Церква складалася із 15 єпископів на чолі з митрополитом Волинським і Житомирським та екзархом всієї України Олексієм (Громадським); до неї приєдналися частково монастирі Волині й Наддніпрянщини, включно з Києво-Печерською Лаврою. Значну кількість прихильників Українська Автономна Православна Церква мала на Волині, в Чернігівській, Дніпропетровській, Миколаївській області та в Києві. Їй підпорядковувалася Києво-Печерська та Почаївська лаври, було відновлено діяльність Кременецької духовної семінарії.
Діяльність Української Автономної Православної Церкви поряд з автокефальною церквою (остання під проводом митрополита Полікарпа Сікорського) довела до гострої боротьби між двома православними церквами, загостреної через втручання німецької адміністрації, яка протеґувала автономістів. Спільна нарада представників обох церков (митрополит Олексій, архієпископ Никанор Абрамович, єпископ Мстислав Скрипник) у Почаївській Лаврі (8. 10. 1942) не дала позитивних наслідків (дивись «Акт поєднання»). Представники АПЦ заперечували всі спроби об'єднання церков, а участь митрополита Олексія у підписанні «Акта поєднання» (08. 10. 1942) вони розцінили як зраду. Єпископи Веніамін (Новицький), Пантелеймон (Рудик) та Симон (Івановський) видали спеціальні меморандум, у якому вимагали, щоб Олексій відкликав свій підпис, погрожуючи йому позбавленням влади.
Після вбивства митр. Олексія (7. 5. 1943) партизанами Українську Автономну Православну Церкву очолив архієпископ Дамаскін (Малюта). Після арешту останнього органами НКВС, в квітні 1944 року був призначений тимчасовий глава Церкви — архієпископ Пантелеймон (Рудик). Загострення між двома православними церквами тривало у 1943—1944 роках аж до відходу німців, коли частина ієрархії Української Автономної Православної Церкви виїхала на Захід, де влилася до Зарубіжної Російської Церкви, а єпископи і священики, що залишилися під совєтами, приєдналися до Російської Православної Церкви.

## Припинення існування
Припинила існування 1944 року, коли більшість архієреїв змушена була емігрувати на захід, а рядове духовенство перейшло до РПЦ. Єпископи, що залишились в Україні й були приєднані до РПЦ, згодом зазнали репресій. Так, єпископ Веніамін (Новицький) перебував у радянських таборах у 1946–56 рр. Єпископ Іов (Кресович) був ув'язнений після війни, його тримали в тюремних монастирях у Бессарабії та Новгородській обл., а 1960 повторно заарештовано й засуджений до 3 років ув'язнення за звинуваченням в участі в українському націоналістичному русі під час війни.
1999 року митрополитом Петром (Петрусем) була зареєстрована релігійна організація з назвою «Українська Автономна Православна Церква», що налічувала невелику кількість парафій. Задля розрізнення з автономною Церквою 1940-х років ця юрисдикція зветься «Українська автономна православна церква Львова».

## Єпископат
У складі УАвтПЦ від її установчого собору 25 листопада 1941 року до остаточної дезінтеграції в 1944 році були такі ієрархи: 
- Олексій (Громадський), митрополит Волинський та Житомирський, екзарх України (25 листопада 1941 — 7 травня 1943)
- Антоній (Марценко), архієпископ Одеський та Херсонський (25 листопада 1941 — березень 1944)
- Симон (Івановський), архієпископ Острозький (25 листопада 1941 — 7 грудня 1941), архієпископ Чернігівський і Ніжинський (7 грудня 1941 — 18 листопада 1943)
- Дамаскін (Малюта), єпископ Чернівецький і Хотинський (25 листопада 1941 — 6 червня 1943), архієпископ Волинський і Подільський (6 червня 1943 — квітень 1944, як "старший ієрарх" УАвтПЦ)
- Пантелеймон (Рудик), архієпископ (до 1942 — єпископ) Львівський і Тернопільський, керуючий Київською єпархією (25 листопада 1941 — квітень 1944)
- Веніамін (Новицький), єпископ Пінський та Поліський (25 листопада 1941 — серпень 1942), єпископ Полтавський та Лубенський (серпень 1942 — вересень 1943)
- Леонтій (Филипович), єпископ Бердичівський (25 листопада 1941 — листопад 1943), керуючий Житомирською єпархією (травень 1943 — листопад 1943)
- Іоан (Лавриненко), єпископ Ковельський, вікарій Волинської єпархії (9 грудня 1941 — 30 квітня 1942), архієпископ (до 7 червня 1943 — єпископ) Брестський і Поліський (30 квітня 1942 — квітень 1944)
- Панкратій (Гладков), єпископ Білгородський і Грайворонський (9 червня 1942 — вересень 1943)
- Димитрій (Маган), єпископ Рівненський, вікарій Волинської єпархії (11 червня 1942 — 1 серпня 1942), єпископ Катеринославський і Запорізький (до грудня 1942 — Катеринославський і Мелітопольський) (1 серпня 1942 — січень 1943), єпископ Донецький (січень 1943 —  21 вересня 1943)
- Серафим (Кушнерук), єпископ Миколаївський (21 липня 1942 — грудень 1942), єпископ Мелітопольський і Таврійський (грудень 1942 — жовтень 1943)
- Мануїл (Тарнавський), єпископ Володимир-Волинський, вікарій Волинської єпархії (22 липня 1942 — 6 червня 1943), єпископ Володимир-Волинський і Ковельський (6 червня 1943 — 25 вересня 1943)
- Іов (Кресович), єпископ Луцький, вікарій Волинської єпархії (24 липня 1942 — 6 червня 1943), єпископ Кременецький і Дубенський (6 червня 1943 — березень 1944)
- Феодор (Рафальський), єпископ Таганрозький (25 липня 1942 — 25 серпня 1942), єпископ Рівненський, вікарій Волинської єпархії (25 серпня 1942 — 1943)
- Євлогій (Марковський), єпископ Вінницький і Подільський (5 серпня 1942 — жовтень 1943)
- Никодим (Гонтаренко), єпископ Краснодарський (31 серпня 1942 — лютий 1943), єпископ Почаївський, вікарій Волинської єпархії (лютий 1943 — квітень 1944)
- Миколай (Амасійський), архієпископ Ростовський і Таганрозький (вересень 1942 — лютий 1943)
- Миколай (Автономов), архієпископ, керуючий Мозирською єпархією (3 січня 1943 — 5 липня 1943)[11]

### Єпархії
- Волинська та Житомирська
  - Острозький
  - Бердичівський
  - Луцький
  - Володимир-Волинський
  - Ковельський
  - Почаївський (після вбивства Громадського)
  - Рівненський
- Одеська та Херсонська
- Чернівецька і Хотинська
- Львівська і Тернопільська (керуючий Київською єпархією)
- Чернігівська і Ніжинська
- Пінська та Поліська → Брестська і Поліська
- Мозирська
- Полтавська та Лубенська
- Білгородська і Грайворонська
- Катеринославська і Мелітопольська → Катеринославська і Запорізька → Донецька
- Миколаївська → Мелітопольська і Таврійська
- Володимир-Волинська і Ковельська
- Кременецька і Дубенська
- Вінницька і Подільська → Волинська і Подільська
- Таганрозька → Ростовська і Таганрозька
- Краснодарська